# Девасена
Девасена (или Дэвасена, санскр. देवसेना, IAST: devasenā, букв. «Войско богов») — это индуистская богиня, божественная супруга индуистского бога войны Сканды.
Дочь Дакши, сестра Адити— матери Индры. В некоторых версиях она выступает как дочь Индры
Образ Девасены, фигуры чрезвычайно условной, не участвующей в повествовании о рождении и подвигах Сканды (за исключением начального и конечного эпизодов Махабхараты), интересен во-первых, как аллегория небесного воинства, во-вторых обилием эвфемистических имен: Лакшми (Счастье), Аша (Надежда), Сукхапрада (Дарующая счастье), Синивали (Ночь новолуния), Садвритти (Добродетельная) и т. д.